# H. L. Gold
H. L. Gold, né Horace Leonard Gold le 26 avril 1914 à Montréal et mort le 21 février 1996 à Laguna Hills, est un romancier, nouvelliste et éditeur américain de science-fiction et de fantasy.
Il a utilisé les pseudonymes de Clyde Crane Campbell, de Dudley Dell, de Leigh Keith ou de Richard Storey.

## Biographie
Né à Montréal, au Canada, Horace Leonard Gold émigre aux États-Unis avec ses parents quand il a deux ans.
Il a notamment été l'éditeur de Galaxy Science Fiction et a contribué à DC Comics.
Il a épousé Evelyn Stein mais le couple divorce en 1957. Il se marie en secondes noces avec Muriel Conley. 
Il meurt en 1996.

## Récompenses
- 1953 : prix Hugo du meilleur éditeur de fanzine
- 1975 : Westercon Life Achievement
- 1987 : Milford Award

### Nouvelles
- Inflexure, Astounding Science Fiction (octobre 1934)
- Trouble with Water, Unknown (mars 1939)
- The Old Die Rich, Galaxy Science Fiction (mars 1953)
- Someone to Watch Over Me (with Floyd Gold), Galaxy Science Fiction (octobre 1959)
- Inside Man, Galaxy Science Fiction, octobre 1965
- The Transmogrification of Wamba's Revenge, Galaxy, octobre 1967
- The Riches of Embarrassment, Galaxy, avril 1968
- The Villains from Vega IV (avec E. J. Gold), Galaxy, Octobre 1968
- And Three to Get Ready
- At the Post
- Don't Take It to Heart
- Hero
- Love in the Dark
- Man of Parts
- The Man with English
- No Charge for Alterations
- Problem in Murder

### Romans
- A Matter of Form (1938)
- None But Lucifer, avec Lyon Sprague de Camp (1939)

### Recueils
- The Old Die Rich (1955)